# Masao Takada
Masao Takada (高田 正夫, Takada Masao) was een Japans voetballer die als aanvaller speelde.

## Japans voetbalelftal
Masao Takada maakte op 17 mei 1925 zijn debuut in het Japans voetbalelftal tijdens de Spelen van het Verre Oosten tegen de Filipijnen. Masao Takada speelde twee interlands.

## Statistieken
| Japans voetbalelftal | Japans voetbalelftal | Japans voetbalelftal |
| Jaar                 | Wed.                 | Dlp.                 |
| -------------------- | -------------------- | -------------------- |
| 1925                 | 2                    | 0                    |
| Totaal               | 2                    | 0                    |